# Parafia Miłosierdzia Bożego w Żorach
Parafia Miłosierdzia Bożego w Żorach – rzymskokatolicka parafia na osiedlu gen. Władysława Sikorskiego należy do dekanatu żorskiego w archidiecezji katowickiej.

## Początki
Rozbudowujące się osiedla, napływ do Żor ludzi szukających pracy w kopalniach zaważył na wydaniu decyzji przez biskupa Herberta Bednorza o budowie nowego kościoła parafialnego na osiedlu gen. Władysława Sikorskiego w Żorach. Decyzja ta została ogłoszona 12 maja 1984 roku w dniu poświęcenia kościoła św. Stanisława, do którego parafii należało to osiedle. Prowadzenie budowy kościoła zostało zlecone ks. Stanisławowi Garboczowi (1 VIII 1984). 3 października 1984 r. do budowy nowego kościoła został przydzielony teren bardzo trudny geologicznie, bagienny, nieuzbrojony, leżący przy drodze Katowice – Wisła. Budowę kościoła rozpoczęto od osuszenia terenu – usunięciu namułów, odprowadzeniu wód powierzchniowych. Zimą 1985 roku oddano do użytku w stanie surowym kaplicę tymczasową oraz salki katechetyczne. Równocześnie były prowadzone prace osuszające teren pod przyszły kościół. W kaplicy zawieszono obraz Miłosierdzia Bożego, pędzla Krzysztofa Dublewskiego. 24 marca 1987 roku po osuszeniu gruntu przystąpiono do budowy. Autorami projektu byli inż. Kazimierz Poniatowski i inż. Jerzy Domański. Konstrukcję obliczył inż. Robert Szota. 3 kwietnia 1988 roku erygowana została parafia Miłosierdzia Bożego w Żorach. Teren jej został wydzielony z żorskich parafii świętych Apostołów Filipa i Jakuba oraz św. Stanisława Biskupa i Męczennika.

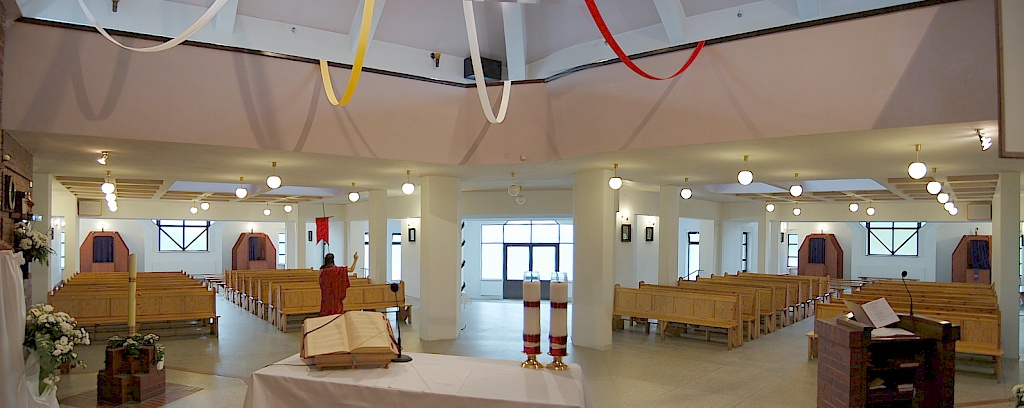

Budowa kościoła trwała od września 1988 do lipca 1989. 25 grudnia 1989 roku sprawowano uroczystą pasterkę – pierwszą mszę św. w nowym kościele. Z kaplicy tymczasowej do nawy głównej kościoła został przeniesiony obraz Bożego Miłosierdzia, natomiast w nawie bocznej został umieszczony obraz Matki Boskiej Częstochowskiej. W ołtarzu umieszczono relikwie świętych Seweryna i Januarego. 6 grudnia 1992 roku ks. abp Damian Zimoń poświęcił kościół parafialny. 22 maja 2001 roku została wyburzona kaplica tymczasowa, a na jej miejscu pośród kwiatów i iglaków postawiono krzyż. W latach 2003–2006 kościół został rozbudowany o dodatkowe nawy. 

## Duszpasterstwo
24 lutego 1996 roku abp Damian Zimoń przekazał parafii relikwie bł. Faustyny Kowalskiej, umieszczone w ścianie prezbiterium. Grupa parafian udała się do Rzymu na jej kanonizację (30 kwietnia 2000 roku). Oprócz kultu Miłosierdzia Bożego w parafii rozwija się kult św. Pio z Pietrelciny. Każdego roku z parafii wychodzą pielgrzymki mężczyzn i kobiet do Piekar Śląskich. Młodzież uczestniczy w spotkaniach w Lednicy. Na terenie parafii znajduje się przydrożny krzyż, którego był prawdopodobnie zamożny rolnik Sobota. W maju 1945 roku został restaurowany przez Teodora Czardybona i okolicznych mieszkańców. Przy krzyżu były odprawiane nabożeństwa majowe, nabożeństwa różańcowe. Stał się on także tradycyjnym miejscem postoju konduktu pogrzebowego z Baranowic do kościoła znajdującego się w centrum Żor.

## Grupy Parafialne
- Ministranci
- Dzieci Maryi
- Ruch Światło – Życie, Oaza
- Róże Różańcowe
- Legion Maryi
- Oaza Rodzin
- Grupa modlitewna Ojca Pio
- Krąg Biblijny
- Oraz Inne

## Proboszczowie
- ks. dziekan Stanisław Garbocz (budowniczy kościoła) od 1984 – 26.02.2013 roku
- ks. wicedziekan dr Krzysztof Lala od 17.03.2013 roku

## Kapłani pochodzący z parafii
- ks. Andrzej Neblik 2005 r.
- ks. Arkadiusz Książek 2008 r.
- ks. Bartłomiej Bober 2010 r.

## Odpust parafialny
- 2 niedziela Wielkanocna (data ruchoma, niedziela Miłosierdzia Bożego)